# Rádio Nacional de Angola

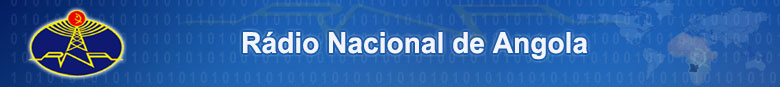
Aktuelles RNA-Logo

Rádio Nacional de Angola (RNA) ist die öffentlich-rechtliche Rundfunkgesellschaft von Angola. Organisatorisch besteht die Gesellschaft aus einer Generaldirektion, sieben Direktionen, vier Sub-Direktionen, sowie mehreren Provinzdirektionen. Geleitet wird die Rundfunkanstalt von dem Koordinator Filipe Diatezwa.
Die RNA ist auf 62 Zentren im ganzen Land verteilt. Dazu gehören sechs lokale Radiostationen, 18 Provinz-Stationen, sieben Regionalstationen, 30 Übertragungs- und ein Ausbildungszentrum. Abgesehen von der portugiesischen Sprache, werden aus der Hauptstadt Luanda 24-stündige Radioprogramme auch in 12 weiteren Landessprachen gesendet. Das internationale Programm wird in Portugiesisch, Englisch, Französisch und Lingála verbreitet. Der Empfang wird durch ein landesweites Netz von Sendern mittels UKW, Mittelwelle und Kurzwelle garantiert.
In der Hauptstadt Luanda hat RNA insgesamt fünf Kanäle:
- Kanal A – mit 24 Stunden Programm aus Information, Unterhaltung, Kultur, Sport. Kanal A ist das Flaggschiff der Gruppe RNA
- Rádio N’gola Yetu – wird landesweit in 12 (angolanischen) Sprachen ausgestrahlt, von 05.00 Uhr bis 21.00 Uhr
- Rádio Luanda – Ununterbrochenes Programm 24 Stunden in Luanda
- Rádio Cinco – Sport-Kanal national von 06.00 bis 24.00 Uhr
- Rádio FM Estéreo – Reiner Musik-Kanal in Stereo

Die Medien in Angola unterliegen erheblichen gesetzlichen Restriktionen. Im Medienbarometer des Südlichen Afrika erhält Angola die schlechteste Bewertung. Im Bericht von 2007 heißt es: „Eine relative Medienvielfalt existiert nur in der Hauptstadt Luanda. Auf dem Land dagegen gibt es kaum Zeitungen und die große Mehrheit der Bevölkerung ist zur Information auf die staatlichen Kurzwellensender angewiesen. Obwohl ein Mediengesetz private Radioveranstalter erlaubt, ignoriert die Regierung bisher die entsprechenden Anträge: seit sieben Jahren wurde kein einziger Bescheid erteilt.“